# Ермаков, Геннадий Алексеевич
Геннадий Алексеевич Ермаков (11 марта 1934, Нижнеудинск — 18 апреля 1999, Улан-Удэ) — геолог, первооткрыватель бериллиевого месторождения «Ермаковское».

## Биография
Родился 11 марта 1934 года в Нижнеудинске (ныне — Иркутской области) в семье военнослужащего.
В 1952 году окончил среднюю школу в Иркутске, в 1957 — геологоразведочный факультет Иркутского горно-металлургического института по специальности «геология и разведка месторождений полезных ископаемых» с квалификацией «горный инженер-геолог».
С сентября 1957 по март 1960 года работал старшим коллектором, затем геологом в Южно-Якутской комплексной экспедиции Якутского ГУ на доразведке угольного Нерюнгринского месторождения. После сдачи отчёта в ГКЗ работал геологом в Тематической партии, занимающейся составлением раздела в монографии «Геология месторождений угля и горючих сланцев СССР» по Южно-Якутскому угленосному бассейну.
С апреля 1960 года до конца жизни работал в Бурятском геологическом управлении (ныне ГФУП «Бурятгеоцентр»): геологом, старшим геологом, начальником полевых геологических партий.

## Достижения
В 1965 году в ходе съёмочных и поисково-съёмочных работ открыл уникальное по качеству бериллиевое месторождение «Ермаковское» — названо в честь первооткрывателя. Для освоения месторождения создано горнорудное предприятие и построен посёлок городского типа Новокижингинск.
В 1968 году под его руководством завершена геологическая съемка и подготовлена к изданию Государственная геологическая карта и карта полезных ископаемых масштаба 1:200 000 листа N-49-XXXV с объяснительной запиской к ним.
С 1968 года коллективами геологических партий, возглавляемых Г. А. Ермаковым, решались многие проблемы стратиграфии, магматизма, тектоники. В разные годы открыты проявления золота, редких и цветных металлов, флюорита, фосфоритов, горючих сланцев, угля, поделочных камней и разнообразных строительных материалов.

## Награды
- Государственная премия СССР (1972)[2] — за открытие и изучение геологического строения бериллиевое месторождения «Ермаковское»
- почётный знак «Первооткрыватель месторождения» (1973)
- знак «Отличник разведки недр» — за большой личный вклад в изучение минерально-сырьевого потенциала Бурятии
- звание «Ветеран труда» с вручением удостоверения и медали «Ветеран труда».
- почётные грамоты Бурятского геологического управления
- занесение на «Доску почёта» экспедиции и управления, в «Книгу Почёта» Бурятского геологического управления.

## Память
Имя Г. А. Ермакова носят месторождение, геологическая партия и главная улица посёлка Новокижингинск.